# یارد مکعب
یارد مکعب از یکاهای حجم در دستگاه امپراتوری/دستگاه آمریکایی است (یکاهای غیر اس‌آی غیر متریک) که در ایالات متحده آمریکا، کانادا و بریتانیا کاربرد دارد. هر متر مکعب به صورت حجم مکعبی با اضلاعی به طول یک یارد (۳ پا یا ۳۶ اینچ یا ۰٫۹۱۴۴ متر) تعریف می‌شود.

## نمادها
نمادی که توافق جهانی روی آن باشد برای این یکا وجود ندارد اما موارد زیر بکار می‌روند:
- cubic yards, cubic yard, cubic yds, cubic yd
- cu yards, cu yard, cu yds, cu yd, CYs
- yards/-3, yard/-3, yds/-3, yd/-3
- yards^3, yard^3, yds^3, yd^3
- yards³, yard³, yds³, yd³

## تبدیل
۱ یارد مکعب معادل است با:
- ۴۶ ۶۵۶ اینچ مکعب
- ۲۷ فوت مکعب
- ≈۰٫۰۰۰۰۰۰۰۰۰۱۸۳ مایل مکعب
- ≈۲۱٫۶۹۶۲۱۵۷ باشل امریکا
- ≈۲۰۱٫۹۷۴ گالون مایع امریکا
- ≈۴٫۸۰۸۹۰۴۷۶ بشکه
- =۰٫۷۶۴۵۵۴۸۵۷۹۸۴ متر مکعب
- ≈۷۶۴٫۵۵۴۸۵۸ لیتر
- ≈۷۶۴ ۵۵۴ ۸۵۸ میلی‌متر مکعب
- ≈۷۶۴ ۵۵۴٫۸۵۸ سانتی‌متر مکعب
- ≈۰٫۰۰۰۰۰۰۰۰۰۷۶۵ کیلومتر مکعب